# Információvédelmi alapbiztonsági osztály
Az információbiztonsági alapbiztonsági osztály a személyes adatok, üzleti titkok, pénzügyi adatok, illetve a szervezet belső szabályozásában hozzáférés-korlátozás alá eső (például egyes feladatok végrehajtása érdekében bizalmas) és a nyílt adatok feldolgozására, tárolására alkalmas rendszer biztonsági osztálya.

## Minimális követelmények
- az azonosítás és hitelesítés keretében a hozzáférést jelszavakkal kell ellenőrizni
- a felhasználók azonosítása egyedi, jellemző, ellenőrizhető és hitelesítésre alkalmasnak kell lennie
- biztosíthatónak kell lennie a felhasználók időszakos vagy végleges tiltásának
- a természetes személyek mellett a folyamatokat és az egyéb eszközöket is a felhasználók közé kell sorolni
- jelszókezelési szabályok:
  - a munkaállomásokon a hitelesítés során beírt jelszó ne legyen olvasható szöveg formában
  - a jelszó és a felhasználói azonosító még elektronikus levelezésben sem kerülhet egy küldeménybe
  - a jelszó minden felhasználó számára, bármikor szabadon megváltoztathatónak kell lennie
- felhasználói jelszavakkal szemben támasztott követelmények:
  - minimális jelszóhossz megadása
  - jelszó egyedisége (történeti tárolás)
  - központi jelszómagadás utáni első bejelentkezéskor kötelező jelszócsere
  - a jelszó minimális és maximális élettartalmának megadása
  - a jelszó zárolása
  - a jelszóképzés szabályainak meghatározása
- a rendszer hozzáférés szempontjából érdekes erőforrásaihoz (pl. processzor) olyan egyedi azonosítót kell rendelni, amely a hozzáférési jogosultság meghatározásának alapjául szolgál
- a rendszer felhasználóihoz hozzáférési jogokat kell rendelni
- a hozzáférés jogosultság menedzselésénél a szabad belátás szerint esetenként kialakított hozzáférés-vezérlés (DAC) elvét kell alkalmazni az alábbi hozzáférési jogokkal:
  - olvasási jog
  - írási jog
  - törlési jog
- a rendszer alkalmas legyen a hozzáférési jogok egyedi vagy csoportszinten való megkülönböztetésére és szabályozására
- a rendszer objektumaihoz egyedi, illetve csoporttulajdonságokat kell rendelni az objektum létesítésekor
- a hozzáférési-események bekövetkezésekor jogosultság-ellenőrzést kell végrehajtani
- a jogosultsági rendszer támogassa a jogok módosítását, átadását másik személynek, törlését, és átmeneti korlátozását; új jogosultság adását, meglévő jog törlését vagy felfüggesztését csak a jogosított rendszeradminisztrátor végezhesse
- a jogosulatlan hozzáférési kísérleteket rendszernaplóban kell rögzíteni, melyet rendszeresen értékelni kell
- online tranzakció jogosultságát minden eseten ellenőrizni kell
- a rendszeradminisztrátorok jogosultsági rendszerének kialakításakor speciális figyelmet kell fordítani a rendszerparancsok és adatállományok használatának szigorú és pontosan körülhatárolt szabályozására
- olyan naplózási és regisztrálási rendszert kell kialakítani, hogy utólagosan meg lehessen állapítani az informatikai rendszerben bekövetkezett fontosabb eseményeket
- a rendszernek szelektíven rögzítenie kell minden egyes felhasználó vagy felhasználói csoport által végzett műveletet, minimálisan regisztrálandó események:
  - rendszerindítások, leállások, leállítások
  - rendszeróra-állítások
  - be/kijelentkezések
  - programleállások
  - azonosítási és hitelesítési mechanizmus használata
  - hozzáférési jog érvényesítése azonosítóval ellátott erőforráshoz
  - azonosítóval ellátott erőforrás azonosítása vagy törlése
  - felhatalmazott személyek műveletei, amelyek érintik a rendszer biztonságát
- a biztonsági naplót minimum havonta egyszer ellenőrizni és archiválni kell
- meg kell határozni, hogy a biztonsági napló mely eseményet kell jegyzőkönyvezni, szankcionálni, és hogy melyek ezek a szankciók
- a biztonsági naplóhoz és az archívumokhoz csak az arra felhatalmazott személy férhet hozzá
- az informatikai rendszer üzemeltetéséről üzemeltetési naplót kell vezetni, melyet folyamatosan ellenőrizni kell
- illetéktelen hozzáférés illetve visszaélés esetére intézkedési tervet kell kidolgozni
- egy rendszeren belül a különböző adattípusokat annyira el kell különíteni , hogy megállapítható legyen a hozzáférések jogosultsága
- ki kell alakítani a biztonság belső ellenőrzésének rendszerét, meg kell határozni a felügyeleti és megelőzési tevékenységek eljárásrendjét

## Infrastruktúra
- a védendő helyiséget minden oldalról legalább 6 cm vastagságú tömör téglafal szilárdsági mutatóival egyenértékű falszerkezetnek kell határolnia
- az ajtószerkezetek reteszhúzás ellen védve vannak, az ajtók és ablakok ráccsal nem védett üvegei legalább 6 cm vastagságúak
- felügyelet hiányában az ajtókat kulccsal vagy beléptetőrendszerrel kell működtetni

## Hardver és szoftver
- a számítástechnikai eszközökre a MABISZ ajánlásait kell alkalmazni
- a PC-s munkaállomásoknál a felhasználói jelszóhasználat biztosítva, míg a külső adathordozó használata tiltható legyen
- a külső adathordozóról való rendszerindítást technikai eszközökkel meg kell akadályozni
- a rendszer egészére kiterjedő, folyamatos vírusvédelmet kell alkalmazni
- a szoftverben megvalósított védelmet az operációs - illetve a felhasználói rendszer gyengítése nélkül kell használni
- össze kell állítani, és elérhető helyen kell tárolni a számítástechnikai eszközöket használni jogosultak névsorát, illetve feladataikat
- a programok, alkalmazások és eszközök tervezése, fejlesztése, tesztelése és üzemeltetése során a biztonsági funkciókat kiemelten és elkülönítetten kell kezelni